# 昆茨湖 (印第安納州)
昆茨湖（英語：Koontz Lake）是位於美國印地安納州馬歇爾縣的一個人口普查指定地區。

## 人口
根據2010年美國人口普查的數據，昆茨湖的面積為10.10平方千米，當中陸地面積為8.80平方千米，而水域面積為1.30平方千米。當地共有人口1353人，而人口密度為每平方千米133.96人。